# Kenneth Jaliens
Kenneth Jaliens (Paramaribo, 4 oktober 1957) is een Surinaamse voetbaltrainer. Hij is technisch directeur van de Surinaamse Voetbal Bond. Eerder was hij bondscoach van het Surinaams voetbalelftal voor de kwalificatiewedstrijden van het WK 2010 en WK 2014. Hij is ook trainer van de Surinaamse voetbalclub SV Voorwaarts.

## Familie
Hij is getrouwd met Sheila Jalie, en hij is de oom van Kew Jaliens.